# Bais (Mayenne)
 Bais  es una población y comuna francesa, en la región de Países del Loira, departamento de Mayenne, en el distrito de Mayenne y cantón de Bais.

## Demografía
| 1160 | 1105 | 1251 | 1457 | 1571 | 1487 |
| Para los censos de 1962 a 1999 la población legal corresponde a la población sin duplicidades (Fuente: INSEE [Consultar]) |      |      |      |      |      |